# Obodas I.
Obodas I. (nabatejskou aramejštinou: 𐢗𐢃𐢅𐢞, starořecky: Ὀβόδας) byl v letech 96 př. n. l. až 85 př. n. l. král Nabatejského království.
Po své smrti byl uctíván jako bůh.

## Život
Byl nástupce Aresta II. Válčil s Hasmonejci, které v roce 93 př. n. l. porazil v bitvě na Golanských výšinách a poté u Gadary.
V roce 86 př. n. l. porazil seleukovského krále Antiocha XII. v bitvě u Kány. Antiochos byl zabit a jeho armáda zahynula v poušti. Nabatejci poté začali Oboda uctívat jako boha.
Nástupcem se stal jeho bratr Arestas III.